# Grazac (Tarn)
Grazac (okzitanisch Grasac) ist eine französische Gemeinde im Département Tarn in der Region Okzitanien mit 641 Einwohnern (Stand 1. Januar 2022). Sie liegt im Arrondissement Albi und ist Mitglied im Gemeindeverband Gaillac Graulhet Agglomération. Die Einwohner werden Grazacois und Grazacoises genannt.

## Geografie
Grazac liegt zwischen Toulouse und Albi. Die Gemeinde Grazac liegt am Schnittpunkt dreier Landschaften, die Tarn-Ebene, die Hügel von Monclar de Quercy und die Grenze zum Gaillacois. Das Gebiet besteht aus niedrigen Hochebenen, die von kleinen Tälern durchzogen sind. Das Gebiet der Gemeinde befindet sich im Einzugsgebiet der Garonne und wird vom Souet, dem Passe, dem Bach Rivalès und verschiedenen anderen kleinen Wasserläufen entwässert.
Umgeben wird Grazac von den Nachbargemeinden Montgaillard im Norden und Nordwesten, Salvagnac im Norden und Nordosten, Rabastens im Osten, Mézens im Süden, Roquemaure im Westen und Südwesten, Montvalen im Westen sowie Tauriac im Nordwesten.

## Geschichte
Grazac gehörte bis zu ihrer Abspaltung 1832 zur Gemeinde Rabastens.

## Bevölkerungsentwicklung
| 1962                       | 1968 | 1975 | 1982 | 1990 | 1999 | 2006 | 2013 | 2020 |
| -------------------------- | ---- | ---- | ---- | ---- | ---- | ---- | ---- | ---- |
| 438                        | 391  | 310  | 312  | 386  | 412  | 448  | 549  | 625  |
| Quellen: Cassini und INSEE |      |      |      |      |      |      |      |      |

## Sehenswürdigkeiten
- Kirche Sainte-Anne im Ortszentrum
- Kirche Saint-Pierre-ès-Liens in Condel
- Kirche von Montlogue
- Kirche Notre-Dame-de-Grâce